# Joan de Montbui
|  | Aquest article tracta sobre Noble finals segle xiv, destacat pels serveis a Sardenya. Vegeu-ne altres significats a «Joan de Montbui i de Tagamanent». |

Joan de Montbui (Principat de Catalunya, segle xiv - Principat de Catalunya, segle XV). Noble i militar. Governador de Càller i de Sardenya
El 22 de febrer de 1379 Per recompensar els serveis Pere el Cerimoniós i l'infant Joan li atorgaren 4.000 florins, a compte dels quals li foren entregats els llocs de Sedó i Riber. El 27 de març del mateix any, l'infant Joan concedeix a Montbui altres 2.000 florins també assignats sobre els llocs esmentats. El rei també va entregar a Montbui els llocs de Sant Martí, Veciana i Guàrdia Pilosa en pagament dels 2.500 florins que faltaven de la concessió inicial de 6.000 florins
El 1390, a Sant Feliu de Guíxols, pactà amb l'ambaixada de Gènova acords de no-intervenció a les illes de Sardenya i Còrsega.
L'any 1391 Joan I el Caçador en pagament de diversos deutes concedeix a Joan de Montbui el castell de Càller.
Com a Governador de Càller i de Sardenya, entre el 1391 i 1395, hagué de fer front als revoltats de l'illa; Fou ajudat pel seu germà Francesc, com a lloctinent, i pel seu fill Marc, que fou, també, governador de Càller. Els revoltats, capitanejats per Brancaleone Doria i sa muller Elionor d'Arborea, però contrarestaren les forces de la corna fins a reduir la seva presència a l'Alguer i en alguns altres punts. El seu declivi s'inicià després del fracassat intent d'expedició del rei a l'illa el 1393. De retorn al país, visqué retirat fins que el 1413 Ferran I el convocà per decidir la represàlia armada contra el comte Jaume d'Urgell.